# Musiktheater Kaunas

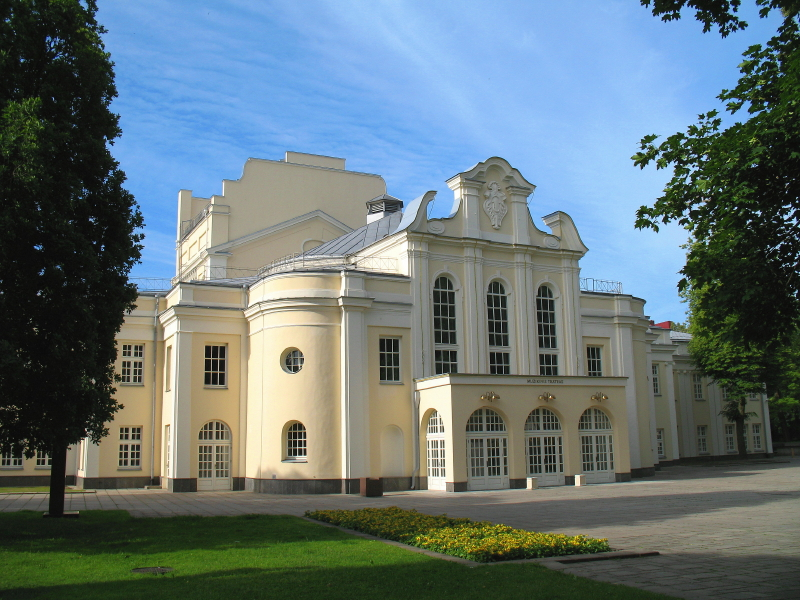
Theater (2006)

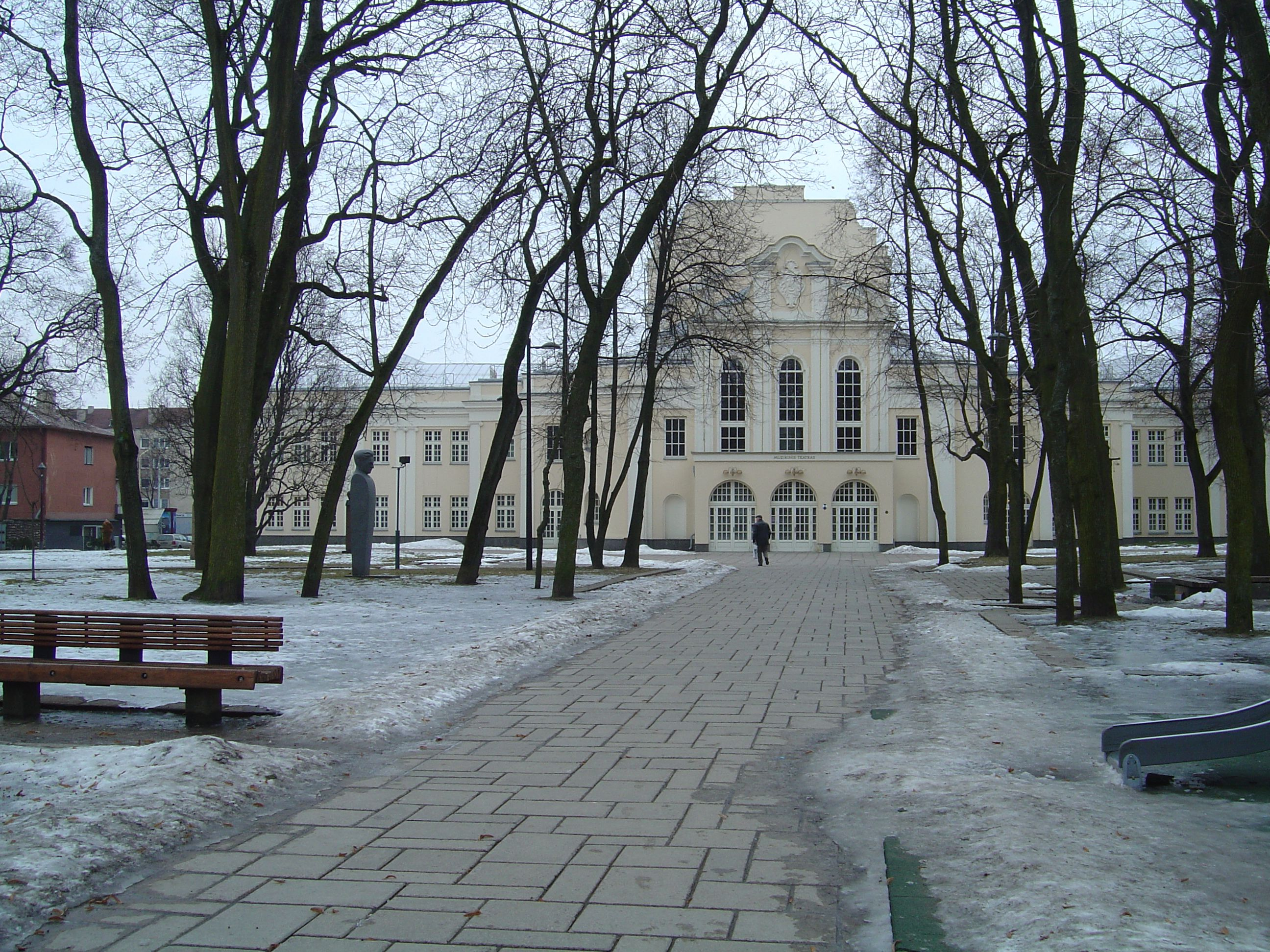
Park am Theater

Das Musiktheater Kaunas (lit. Kauno muzikinis teatras) ist ein Opernhaus in Kaunas, Laisvės alėja 91.

## Geschichte
Das Theatergebäude wurde 1890/91 nach den Plänen des Architekten Ustin Golinewitsch erbaut. Der Saal hat 500 Plätze, das Gebäude hat außerdem zwei Foyers. 1892 wurde das Theater eröffnet. Am Anfang gab es kein festes Ensemble, sondern nur Gastspiele. 
1916 wurde die Bühne vergrößert. 1920 war das Theater Sitz des litauischen Parlaments Steigiamasis Seimas. 1922 wurde das Operntheater verstaatlicht.
Bis 1948 waren in dem Gebäude die Litauische Staatsoper und das Staatsballett ansässig. Danach wurden in Kaunas fast nur noch Operetten und musikalische Komödien gespielt.
Im Jahr 1972 verbrannte sich Romas Kalanta im Theatergarten. Seit 2002 erinnert eine von dem Bildhauer Robertas Antinis gestaltete Gedenktafel an ihn.
Seit der Unabhängigkeit Litauens hat das Theater auch wieder Opern in seinem Repertoire.

## Leitung
- Benjaminas Želvys, Intendant
- Gintas Žilys, künstlerischer Leiter und Regisseur
- Julius Geniušas, Chefdirigent
- Aleksandras Jankauskas, Oberster Ballettmeister
- Areta Beinarytė, Ballett-Konzertmeisterin, Inspektorin